# ガティノー
ガティノー（仏：Gatineau）はケベック州・ウタウエ地域の都市。人口は29万1041人（2021年）。

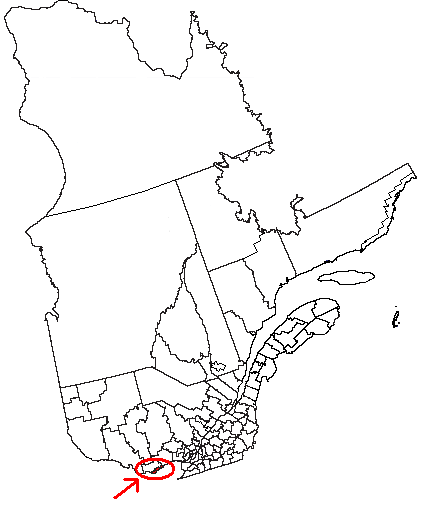
ガティノーの位置

ケベック州南西部、オタワ川（ウタウエ川）とガティノー川の合流地に位置する。オタワ川を挟んで隣接するカナダの首都オタワ市と双子都市であり、別々の州ではあるがオタワ・ガティノー首都圏を形成する。

## 歴史
19世紀初頭、林業の発展と共に製材業で人が住むようになり街が作られた。街には数多くの自然が残されており、街の至る所に公園があるためガーデン・シティとも呼ばれる。
2002年に5自治体が合併して現在のガティノーが誕生した。これによりウタウエ地域最大の都市となり、ケベック州内でも5番目の規模となる。
合併の際、域内で最も歴史があり、かつ中心部を占めるハルが新市名として残らず、域内最多の人口を擁する自治体ガティノーの名が残った。ガティノーがこの地方の古い郡名であることや、新市域内の川や丘などの地名になっていたことがその理由であった。また、イングランド地名に由来するハルよりもフランス語地名のガティノーの方が、フランス語系住民の支持を得たという主張もある。
2004年に、旧ハル市域がガティノー市に留まるかどうかの住民投票が行われたが、旧ハル市域の住民の多くがこの分離に反対票を投じたため現状維持となった。
合併に伴い、オタワ＝ハルと呼ばれていた広域名(en:List of metropolitan areas in Canada)も、オタワ＝ガティノーとなった。

## 経済
オタワ市の向かいであるオタワ川沿いに国と州の政府機関が多数入っており、同市の重要な雇用主となっている。

## 観光地
- カナダ文明博物館 （Musée Canadien de la Civilisation）
- カジノ・ドュ・ラックレイミー （Casino du Lac Leamy）
- ガティノー公園 （Parc de la Gatineau） - 気球フェスティバルが毎年9月のレイバー・デーに開催される。
- HCW蒸気機関車 (Train à vapeur)

## 交通
- ウタウエ交通局 （Société de transport de l'Outaouais（STO））
- OCトランスポ （OC Transpo）

## 教育
- ケベック大学ウタウエ校（英語版）

## 姉妹都市
- シャロン＝シュル＝ソーヌ、フランス 1975年
- ヴィルヌーヴ＝ダスク、フランス 1989年

## 参照
1. ↑  Ville de Gatineau (1933–1974) – Armoiries
2. ↑  “2021 Census”. Statistics Canada.   Government of Canada. 2022年8月25日閲覧。